# Ange-Régis Hounkpatin
 (mai 2024).
Si vous disposez d'ouvrages ou d'articles de référence ou si vous connaissez des sites web de qualité traitant du thème abordé ici, merci de compléter l'article en donnant les références utiles à sa vérifiabilité et en les liant à la section « Notes et références ».
Ange-Régis Hounkpatin est un cinéaste et scénariste franco-béninois.

## Biographie
Il est né et a grandi à Cotonou au Bénin,. Après l'obtention de son diplôme secondaire, Hounkpatin s'installe en France pour étudier la littérature. En 2009, il entre à l'école de cinéma de la Femis. En 2014, il réalise le film Rêves de lions et remporte ensuite le Prix Jeunesse au Festival Côté Court de Pantin. En 2015, il réalise le film Vindicte, tourné au Bénin et sélectionné au festival Paris Courts Devant en 2016,. Le film remporte également le prix de la meilleure photographie au Feedback Film Festival de Toronto. En 2016, son film Cage est sélectionné au Festival du Film des Champs-Élysées. En 2017, il réalise son cinquième court-métrage Panthéon. Le film reçoit des éloges et de la critique  et est officiellement sélectionné pour être projeté au Festival du film africain 2017, au Festival du film d'Atlanta 2018 et au Filmfest Dresden 2018. En 2017 le  film remporte le prix Bridging the Borders au Festival international du court métrage de Palm Springs. La même année, il obtient  une mention honorable au Festival international du film de Calcutta.
| Année | Film           | Rôle                  | Genre         | Réf.  |
| ----- | -------------- | --------------------- | ------------- | ----- |
| 2013  | Rêves de lions | Réalisateur, écrivain | Court métrage | [ 5 ] |
| 2015  | Vindicte       | Réalisateur, écrivain | Court métrage | [ 6 ] |
| 2016  | Cage           | Réalisateur, écrivain | Court métrage | [ 7 ] |
| 2017  | Panthéon       | Réalisateur, écrivain | Court métrage | [ 8 ] |

Cinéma du Bénin
« Ange-Régis Hounkpatin » (présentation), sur l'Internet Movie Database